# Tonnis Holthuis

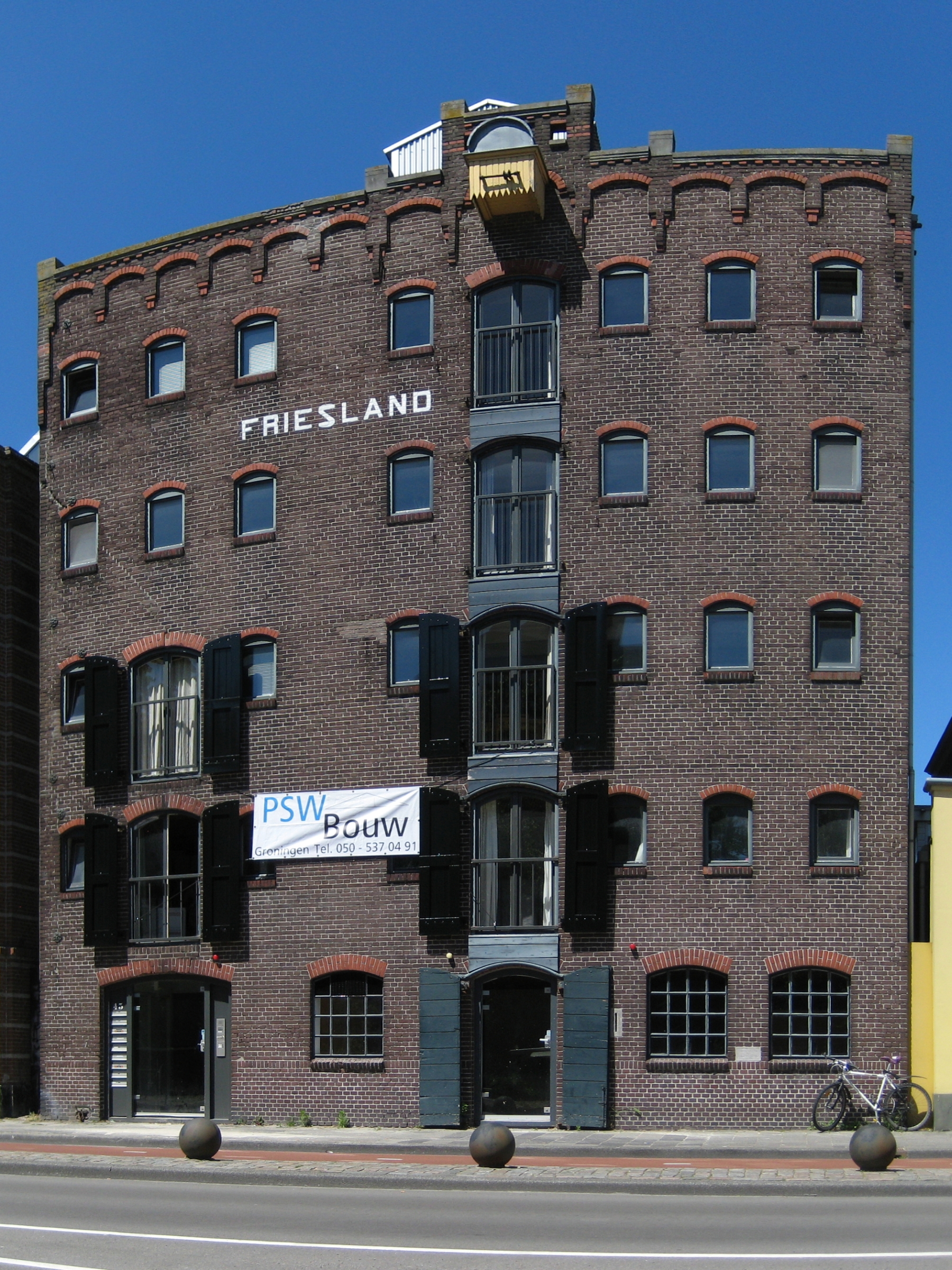
Het graanpakhuis Friesland (1912) aan de Aweg in Groningen in 2010. Het werd door Holthuis samen met zijn vader K.H. Holthuis ontworpen. Het pand, dat aan het Hoendiep staat, werd gebouwd in de tijd waarin dit kanaal een belangrijke vaarroute was voor de graanhandel in de stad, mede als gevolg van de aanleg van de Westerhaven (ca. 1882) en de Eendrachtskade (1907).

Tonnis Holthuis (Nieuwe Pekela, 23 maart 1880 - Groningen, 26 december 1937), in de literatuur vaak T. Holthuis genoemd, was een Nederlandse architect.
Hij was de oudste zoon van K.H. Holthuis (1852-1942), die eveneens architect was en met wie hij regelmatig samenwerkte. Het door hen ontworpen graanpakhuis Friesland aan de Aweg in Groningen is een rijksmonument. Hij ontwierp ook in 1925 de villa Sara-Anna aan de Verlengde Hereweg 184, naast de eerder door zijn vader Kornelis ontworpen villa Honk op nummer 186.
Holthuis overleed op tweede kerstdag 1937 op 57-jarige leeftijd in Groningen en ligt daar begraven op het Esserveld.